# Geraldine Somerset
Geraldine Somerset, född 1832, död 1915, var en brittisk hovfunktionär och författare. 
Hon var hovdam till Augusta av Hessen-Kassel, hertiginna av Cambridge mellan 1858 och 1889, och är känd för sina memoarer om det brittiska hovet.